# Torcello
Torcello es una tranquila y escasamente poblada isla en el extremo septentrional de la laguna de Venecia. Está considerada la parte de Venecia más antigua habitada de forma continuada, y en el pasado tuvo a la mayor población de la República de Venecia.
Después de la caída del Imperio Romano, Torcello fue una de las primeras islas lagunares en ser poblada con éxito por los vénetos que huyeron de la terra firma (tierra firme, el continente) para refugiarse de las repetidas invasiones bárbaras, especialmente después de que Atila el Huno destruyera la ciudad de Altinum y todos los asentamientos que la rodeaban en 452. 
Gracias a los saladares de la laguna, las salinas se convirtieron en el principal recurso económico de Torcello y su puerto se desarrolló rápidamente como un importante mercado para reexportar en el provechoso comercio entre Oriente y Occidente, que fue durante mucho tiempo controlado por los bizantinos. Afortunadamente para la isla de rivus altus (véase Rialto), la laguna alrededor de la isla de Torcello poco a poco se fue encenagando desde el siglo XII en adelante y el momento cumbre de Torcello acabó: la navegación en la laguna morta (laguna muerta) pronto se hizo imposible y los crecientes pantanos empeoraron seriamente la situación de malaria, de manera que la población abandonó la isla ya sin valor poco a poco y marchó a Murano, Burano o Venecia. Actualmente la pueblan once personas.
El principal atractivo actual de la isla es la catedral de la Asunción, fundada en 639 y con mucha obra bizantina de los siglos XI y XII, incluyendo mosaicos (por ejemplo, el mosaico del siglo XII sobre el Juicio Final en el muro occidental). Otra atracción de la isla es la iglesia de Santa Fosca de los siglos XI y XII, que está rodeada por un pórtico en forma de cruz griega, y un museo con sede en dos palacios del siglo XIV, el Palazzo dell’Archivio y el Palazzo del Consiglio, que fue en el pasado la sede del gobierno municipal. Otro lugar de interés para los turistas es un antiguo asiento de piedra, conocido como el Trono de Atila. Sin embargo, no tiene nada que ver con el rey de los hunos, sino que más probablemente era del podestà o el obispo.

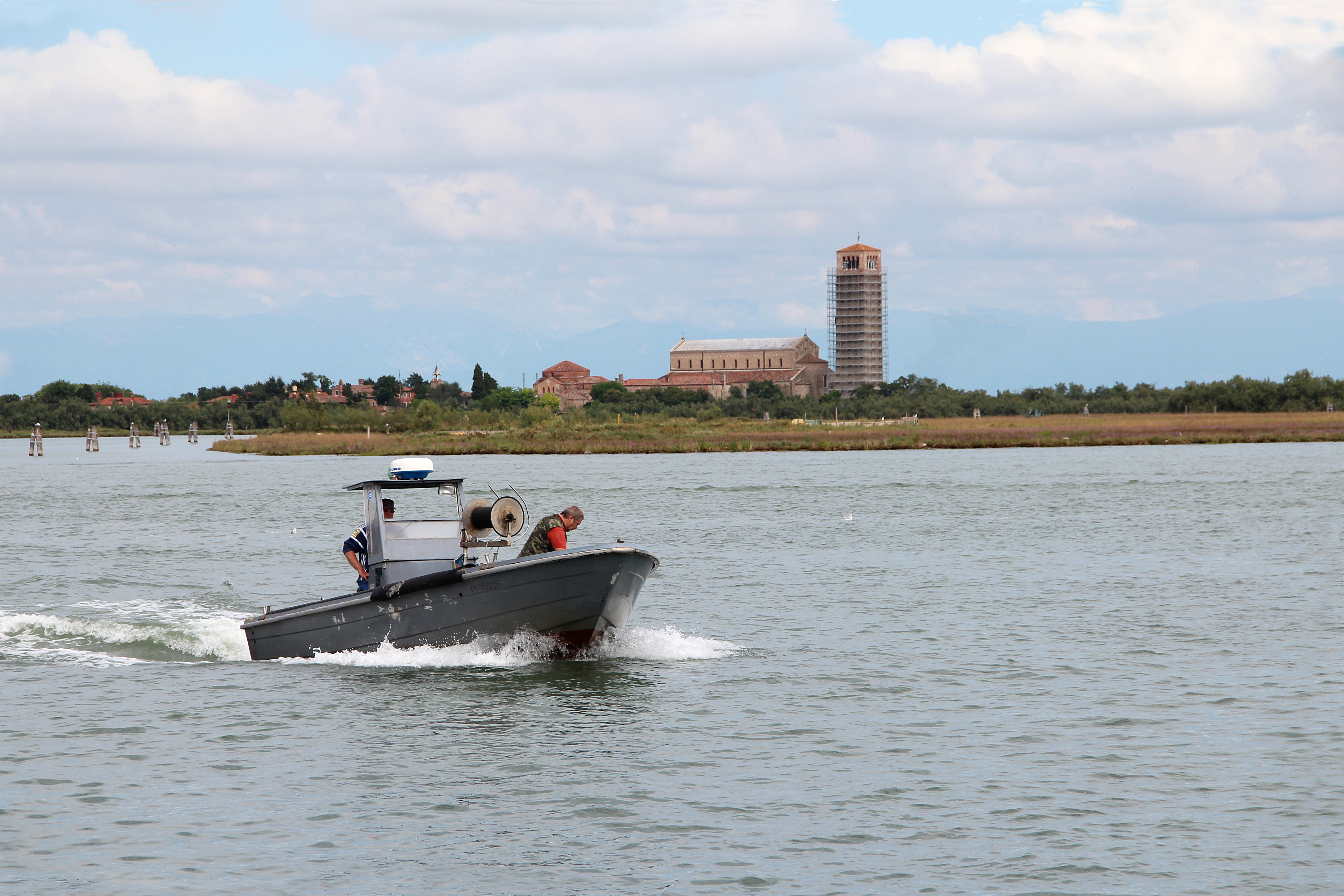
La isla y su catedral vista desde la Laguna
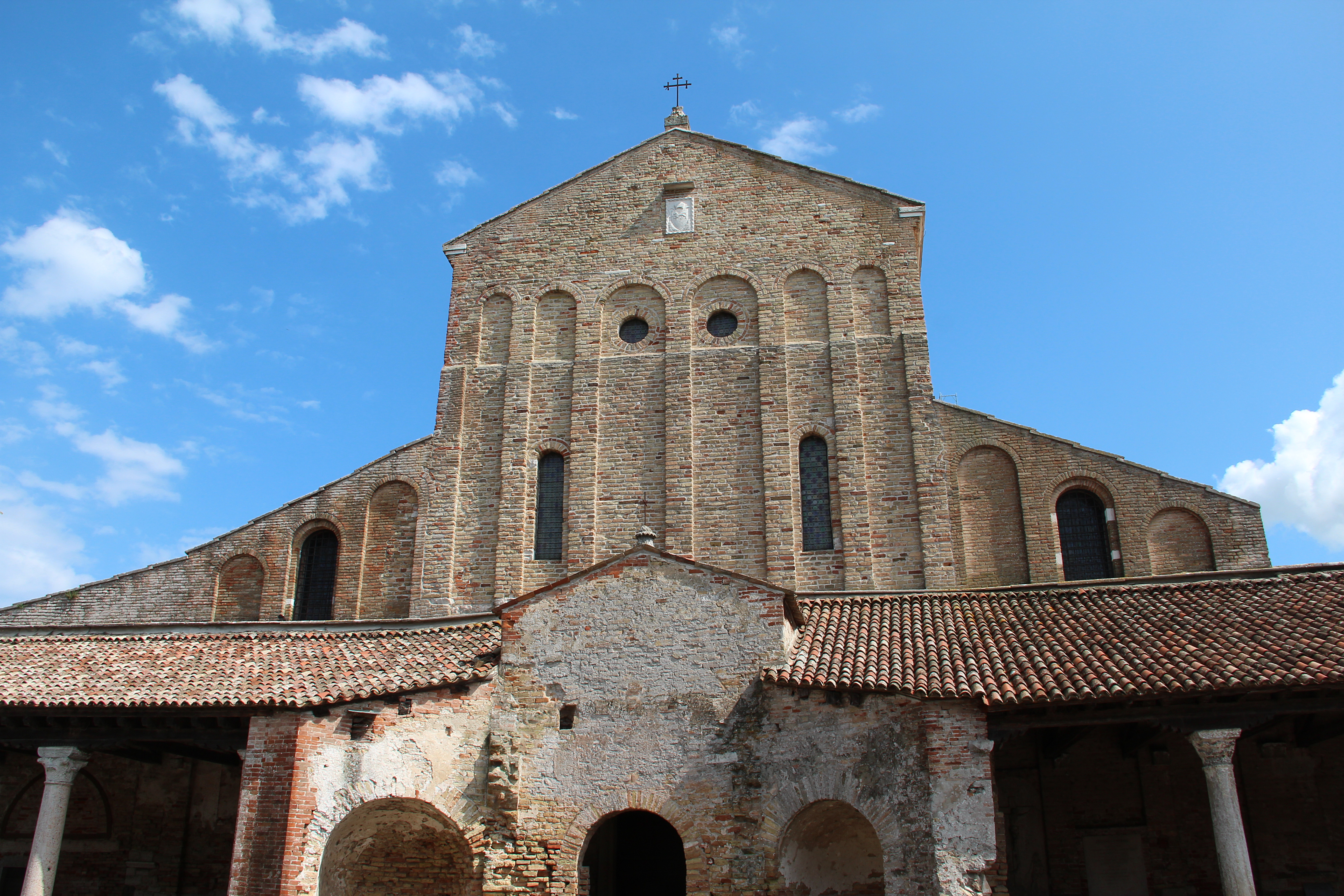
Fachada de la catedral.
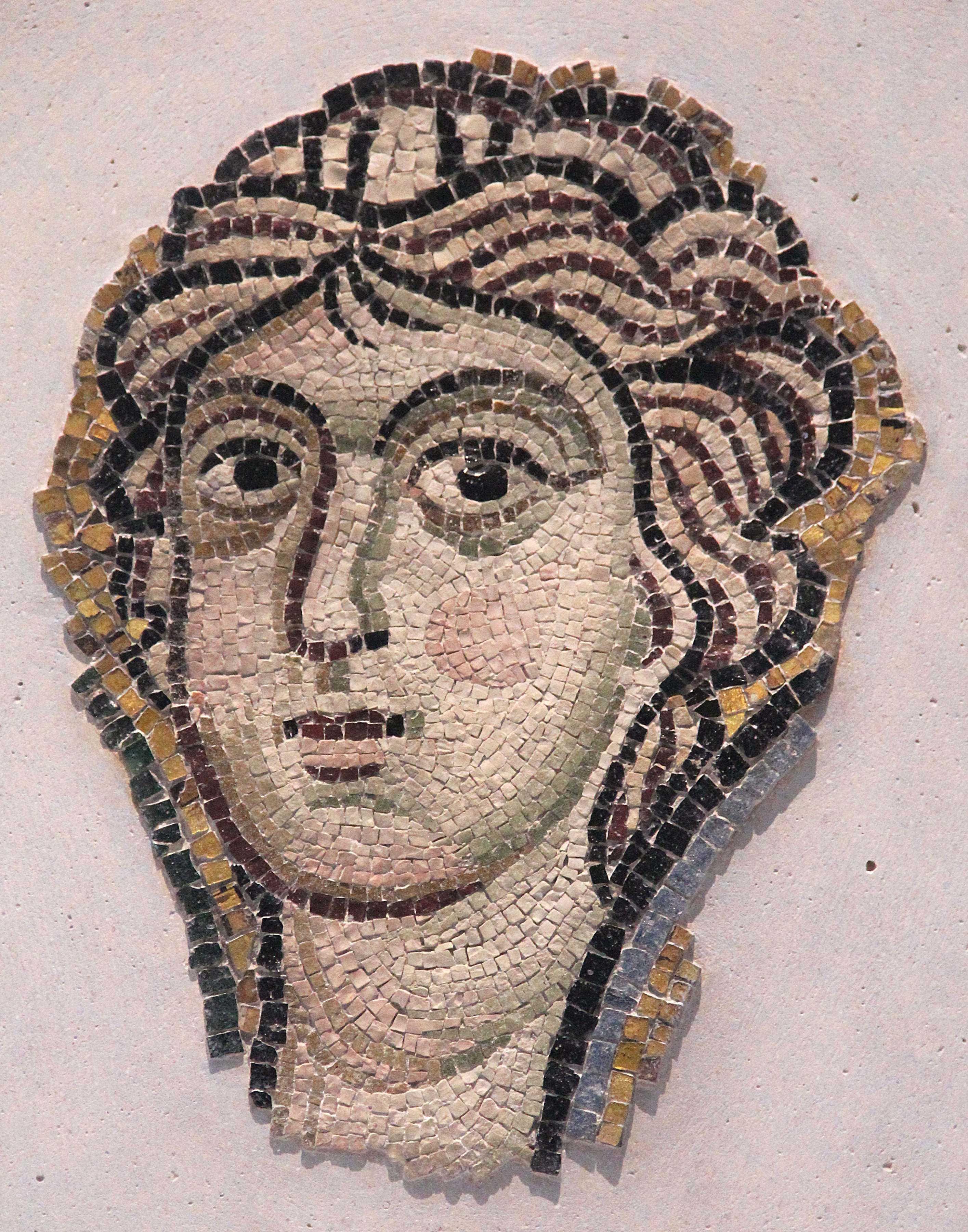
Fragmento de un mosaico de la Catedral en el Museo del Louvre, París.